# Андріївська сільська рада (Ічнянський район)
Андрі́ївська сільська́ ра́да — адміністративно-територіальна одиниця та орган місцевого самоврядування в Ічнянському районі Чернігівської області. Адміністративний центр — село Андріївка.

## Загальні відомості
- Територія ради: 45,57 км²
- Населення ради: 799 осіб (станом на 2001 рік)

Андріївська сільська рада зареєстрована 1934 року. Стала однією з 27-ти сільських рад Ічнянського району і одна з 19-ти, яка складається більше, ніж з одного населеного пункту.

## Населені пункти
Сільській раді були підпорядковані населені пункти:
- с. Андріївка (511 осіб)
- с. Селихів (21 особа)
- с. Томашівка (267 осіб)

## Освіта
На території сільради діє Андріївська ЗОШ І-ІІ ст.

## Склад ради
Рада складалася з 14 депутатів та голови.
- Голова ради: Дзюба Василь Васильович
- Секретар ради: Олексюк Ірина Михайлівна

### Керівний склад попередніх скликань
| Прізвище, ім'я, по батькові | Основні відомості                                                 | Дата обрання | Дата звільнення |
| --------------------------- | ----------------------------------------------------------------- | ------------ | --------------- |
| Дзюба Василь Васильович     | Сільський голова, 1957 року народження, освіта вища, безпартійний | 26.03.2006   | 31.10.2010      |
| Дзюба Василь Васильович     | Сільський голова, 1957 року народження, освіта вища, безпартійний | 31.10.2010   |                 |

Примітка: таблиця складена за даними сайту Верховної Ради України

### Депутати
За результатами місцевих виборів 2010 року депутатами ради стали:

#### За суб'єктами висування
| Суб'єкт висування            | Кількість обраних депутатів | %    |
| ---------------------------- | --------------------------- | ---- |
| Партія регіонів              | 5                           | 35,7 |
| Народна партія               | 4                           | 28,6 |
| Самовисування                | 3                           | 21,4 |
| Соціалістична партія України | 2                           | 14,3 |

#### За округами
| № округу                     | Прізвище, ім'я, по батькові   | Дата визнання обраним | Освіта  | Партійна приналежність             | Відомості про обраного депутата                             |
| ---------------------------- | ----------------------------- | --------------------- | ------- | ---------------------------------- | ----------------------------------------------------------- |
| Народна Партія               |                               |                       |         |                                    |                                                             |
| 4                            | Дирда Наталія Василівна       | 05.11.2010            | вища    | позапартійна                       | Андріївська сільська рада, спеціаліст ІІ категорії          |
| 7                            | Бондаренко Любов Михайлівна   | 05.11.2010            | середня | позапартійна                       | Андріївська загальноосвітня школа, вчитель                  |
| 8                            | Олексюк Ірина Михайлівна      | 05.11.2010            | вища    | позапартійна                       | Андріївська сільська рада, секретар ради                    |
| 14                           | Кліщ Микола Федорович         | 05.11.2010            | середня | позапартійний                      | СТОВ"Андріївське", лісник                                   |
| Партія регіонів              |                               |                       |         |                                    |                                                             |
| 2                            | Дирда Віталіна Петрівна       | 05.11.2010            | середня | член Партії регіонів               | тимчасово не працює                                         |
| 9                            | Прядка Наталія Іванівна       | 05.11.2010            | середня | член Партії регіонів               | Андріївська сільська рада, техпрацівник                     |
| 10                           | Васильченко Любов Михайлівна  | 05.11.2010            | середня | член Партії регіонів               | поштове відділення, завідувач                               |
| 12                           | Кліщ Іван Федорович           | 05.11.2010            | середня | член Партії регіонів               | тимчасово не працює                                         |
| 13                           | Даценко Любов Семенівна       | 05.11.2010            | середня | член Партії регіонів               | територіальний центр, соціальний працівник                  |
| Соціалістична партія України |                               |                       |         |                                    |                                                             |
| 1                            | Кліщ Ольга Іванівна           | 05.11.2010            | вища    | член Соціалістичної партії України | Андріївська загальноосвітня школа І-ІІ ст., вчитель         |
| 5                            | Бондаренко Володимир Петрович | 05.11.2010            | середня | член Соціалістичної партії України | СТОВ"Андріївське", технік штучного осіменіння               |
| Самовисування                |                               |                       |         |                                    |                                                             |
| 3                            | Клименко Валентина Григорівна | 05.11.2010            | середня | позапартійна                       | Андріївський фельдшерсько-акушерський пункт, медична сестра |
| 6                            | Горох Мирослава Іванівна      | 05.11.2010            | середня | позапартійна                       | Андріївська загальноосвітня школа, кухар                    |
| 11                           | Радзієвська Наталія Іванівна  | 05.11.2010            | середня | позапартійна                       | Томашівський фельдшерський пункт, завідувач                 |